# Stefan Zweig, adieu l'Europe
Pour plus de détails, voir Fiche technique et Distribution.
Stefan Zweig, adieu l'Europe (Vor der Morgenröte, littéralement Avant l'aube) est un drame biographique germano-austro-français coécrit et réalisé par Maria Schrader, sorti en 2016.

## Synopsis
Les dernières années de la vie de l'écrivain autrichien Stefan Zweig, de son arrivée au Brésil en 1936 à son suicide dans le même pays le 22 février 1942, en quelques scènes situées également à Buenos Aires pour une session du PEN Club ainsi qu'à New York.

## Fiche technique
- Titre : Stefan Zweig, adieu l'Europe
- Titre original : Vor der Morgenröte
- Réalisation : Maria Schrader
- Scénario : Maria Schrader et Jam Schomburg
- Musique : Tobias Wagner
- Montage : Hansjörg Thaler
- Photographie : Wolfgang Thaler
- Décors : Silke Fischer
- Costumes : Jürgen Doering
- Producteur : Stefan Arndt, Danny Krausz, Denis Poncet, Uwe Schott, Pierre-Olivier Bardet et Kurt Stocker
  - Coproducteur : Olivier Père, Cornelia Ackers, Heinrich Mis et Andres Schreitmüller
  - Producteur délégué : Maria Schrader, Ulli Neumann, Claire Lion et Manfred Fritsch
  - Producteur associé : Ana Costa et Martin Rohrbeck
- Production : X-Filme Creative Pool, Idéale Audience, Maha Productions et Dor Film Produktionsgesellschaft GmbH
  - Coproduction : BR Films, WDR, Arte France Cinéma et ORF
- Distribution : ARP Sélection
- Pays d'origine :  Allemagne,  Autriche et  France
- Durée : 106 minutes
- Genre : drame biographique
- Dates de sortie :
  -  Allemagne : 2 juin 2016
  -  Suisse : 9 août 2016
  -  France : 10 août 2016

## Distribution
- Josef Hader : Stefan Zweig
- Barbara Sukowa : Friderike Zweig, première femme de Zweig
- Aenne Schwarz : Lotte Zweig, deuxième femme de Zweig
- Matthias Brandt : Ernst Feder
- João Didelet : Bernardo dos Santos, le maire de Cachoeira
- Nahuel Pérez Biscayart : Vitor d'Almeida
- Charly Hübner : Emil Ludwig
- Robert Finster : Karl Hoeller
- André Szymanski : Joseph Brainin
- Lenn Kudrjawizki : Samuel Malamud
- Vincent Nemeth : Louis Piérard
- Nathalie Lucia Hahnen : la petite-fille

## Sortie

### Accueil critique
En France, le site Allociné recense une moyenne des critiques presse de 3,5/5, et des critiques spectateurs à 3,2/5. 

## Distinction
- Choisi pour représenter l'Autriche dans la course à l'Oscar 2017 du meilleur film en langue étrangère.